# Europäische Arbeitsbehörde
Auf Initiative der Europäischen Kommission und gemäß dem Willen der Staats- und Regierungschefs der EU-Mitgliedstaaten wurde 2019 eine Europäische Arbeitsbehörde (englisch European Labour Authority, ELA) als eine europäische Aufsichts- und Umsetzungsbehörde geschaffen. Sie soll dafür sorgen, dass die Regelungen der Europäischen Union zur Mobilität von Arbeitskräften auf gerechte, einfache und effektive Weise angewendet werden.

## Aufgaben
Die Agentur hat folgende Aufgaben:
- Einzelpersonen und Arbeitgebern einen Zugang zu Information über ihre Rechte und Pflichten sowie über relevante Dienstleister bieten,
- die grenzübergreifende Zusammenarbeit in der grenzüberschreitenden Durchsetzung relevanter EU-Regelungen fördern, einschließlich gemeinsamer Untersuchungen vor Ort,
- bei Auseinandersetzungen zwischen nationalen Behörden oder bei Störungen des Arbeitsmarkts vermittelnd tätig werden und Lösungen erleichtern.

Die ELA soll nationale Behörden unterstützen. Zugleich soll sie Synergien zwischen bestehenden EU-Behörden zur Bedarfsplanung, Gesundheit und Sicherheit am Arbeitsplatz, Umstrukturierungen und den Umgang mit Schwarzarbeit sichern.

## Organisation
Vorgesehen ist, dass die Behörde sich aus rund 140 Mitarbeitern der Kommission sowie ein bis zwei Mitarbeitern pro EU-Mitgliedstaat zusammensetzt. Die Steuerung übernimmt ein Verwaltungsrat aus je einem der Mitgliedstaaten und einem Vertreter der Kommission. Das jährliche Budget beträgt in etwa 50 Millionen Euro.

## Geschichte
Die Einrichtung der Europäischen Arbeitsbehörde wurde im September 2017 vom Präsidenten der Europäischen Kommission Jean-Claude Juncker angekündigt und nach Konsultationen fasste die Kommission am 13. März 2018 einen Legislativvorschlag. Mit Verordnung (EU) 2019/1149 wurde sie errichtet. Die ELA ist Teil der sogenannten Europäischen Säule sozialer Rechte (ESSR), die auf dem Sozialgipfel im November 2017 durch die Staats- und Regierungschefs der EU-Mitgliedstaaten verabschiedet wurde.
Am 17. Oktober 2019 nahm die Europäische Arbeitsbehörde offiziell ihre Tätigkeit auf.